# Atherigona punctata
Atherigona punctata este o specie de muște din genul Atherigona, familia Muscidae, descrisă de Karl în anul 1940. Conform Catalogue of Life specia Atherigona punctata nu are subspecii cunoscute.